# 1996 VO38
1996 VO38 är en asteroid i huvudbältet som upptäcktes den 12 november 1996 av de båda japanska astronomerna Seiji Ueda och Hiroshi Kaneda i Kushiro.
Asteroiden har en diameter på ungefär 5 kilometer och den tillhör asteroidgruppen Koronis.